# Diego Chará
Pour les articles homonymes, voir Chara.
Diego Chará, né le 5 avril 1986 à Cali en Colombie, est un footballeur international colombien, qui évolue au poste de milieu défensif aux Timbers de Portland en MLS. Ses frères Luis Felipe et Yimmi sont également footballeurs professionnels.

## Biographie

### Carrière en club
Diego Chará évolue en Colombie et aux États-Unis.
Il dispute treize rencontres en Copa Libertadores et six en Copa Sudamericana. Il joue également plus de 200 matchs en Major League Soccer.
Il est quart de finaliste de la Copa Sudamericana en 2010 avec le Deportes Tolima.

### Carrière internationale
Le 16 novembre 2010, il honore sa première sélection contre le Pérou. Il commence la rencontre comme titulaire, et la rencontre se solde par un match nul de 1-1.

## Palmarès
Timbers de Portland
- Vainqueur de la Coupe de MLS en 2015